# Aleksandar Vulin
Aleksandar Vulin (in serbo Александар Вулин?; Novi Sad, 2 ottobre 1972) è un politico serbo.
Dal luglio 2012 al settembre 2013 è stato Direttore della cancelleria per Kosovo e Metochia nel Governo della Serbia. Dal settembre 2013 all'aprile 2014 ha continuato a svolgere tale ruolo come Ministro senza portafoglio.
Dall'aprile 2014 al 2017 è stato Ministro del lavoro, dell'occupazione e delle politiche sociali. Il 29 giugno 2017 è stato nominato Ministro della difesa nel Governo Brnabić.